# Lợi Hải
Lợi Hải là một xã huyện lỵ thuộc huyện Thuận Bắc, tỉnh Ninh Thuận, Việt Nam.

## Địa lý
Xã Lợi Hải nằm ở trung tâm huyện Thuận Bắc và là nơi đặt trung tâm hành chính huyện, có vị trí địa lý:
- Phía đông giáp xã Bắc Sơn
- Phía tây giáp xã Phước Kháng
- Phía nam giáp các xã Bắc Phong và Bắc Sơn
- Phía bắc giáp xã Công Hải.

Xã có diện tích 68,35 km², dân số năm 2019 là 13.574 người, mật độ dân số đạt 199 người/km².
Trên địa bàn xã có Quốc lộ 1 , Cao tốc Cam Lâm - Vĩnh Hảo và đường sắt Bắc - Nam đi qua.

## Lịch sử
Xã Lợi Hải được thành lập vào ngày 13 tháng 3 năm 1979 trên cơ sở đổi tên từ xã Phước Lợi. Khi mới thành lập, xã thuộc huyện Ninh Hải.
Ngày 7 tháng 7 năm 2005, huyện Ninh Hải được chia thành hai huyện Ninh Hải và Thuận Bắc, xã Lợi Hải trực thuộc huyện Thuận Bắc như hiện nay.